# 補酵素F420ヒドロゲナーゼ
補酵素F420ヒドロゲナーゼ（coenzyme F420 hydrogenase）は、葉酸生合成酵素の一つで、次の化学反応を触媒する酸化還元酵素である。
H2 + 補酵素F420 {\displaystyle \rightleftharpoons } 還元型補酵素F420
反応式の通り、この酵素の基質はH2と補酵素F420、生成物は還元型補酵素F420である。補因子として鉄、ニッケルそしてデアザフラビンを用いる。
組織名はhydrogen:coenzyme F420 oxidoreductaseで、別名に8-hydroxy-5-deazaflavin-reducing hydrogenase、F420-reducing hydrogenase、coenzyme F420-dependent hydrogenaseがある。